# Olga Zarubina
Olga Zarbuina là một nữ hoàng sắc đẹp  (hoa hậu) Nga và là một người mẫu. Cô cũng là Nữ hoàng Du lịch Quốc tế 2007.  Ngày 31 tháng 7 năm 2007 cô đã được trao vương miện ở Trịnh Châu, Trung Quốc sau một tháng thi. Cô đã vượt qua 107 thí sinh khác - kỷ lục về số thí sinh trong một cuộc thi hoa hậu quốc tế.